# نائیرا شاهیریان
نائیرا آرتاشسی شاهیریان (ارمنی: Նաիրա Արտաշեսի Շահիրյան؛ انگلیسی: Naira Shahiryan؛ ۱۸ ژانویهٔ ۱۹۶۴) یک بازیگر و مجری تلویزیونی اهل ارمنستان است. وی از سال میلادی تاکنون مشغول فعالیت بوده است.

## زندگی‌نامه
وی در ۱۸ ژانویه ۱۹۶۴ در ایروان به دنیا آمد و از انستیتو دولتی هنری و نمایشی ایروان فارغ‌التحصیل شد وی دختر اولینا شاهیریان می‌باشد. 